# Kaj Johansen (atlet)
 Der er flere personer med dette navn, se Kaj Johansen.
Kaj Johansen var en dansk atlet og medlem af Københavns IF. Han vandt det danske mesterskab i vægtkast 1927.

## Danske mesterskaber
- Bronze1932 Vægtkast (15kg) 12,98
- Sølv 1930 Vægtkast (15kg) 13,50
- Sølv 1929 Vægtkast (15kg) 12,79
- Bronze 1928 Vægtkast (25,4kg) 8,61
- Guld 1927 Vægtkast (25,4kg) 9,63

## Personlig rekord
Vægtkast: 15,02 1927